# Нови Верић
Нови Верић (алб. Veriq i Ri) је насеље у општини Исток на Косову и Метохији.

## Демографија
Насеље има албанску етничку већину,
Број становника на пописима:
- попис становништва 1948. године: 131
- попис становништва 1953. године: 119
- попис становништва 1961. године: 107
- попис становништва 1971. године: 29
- попис становништва 1981. године: 19
- попис становништва 1991. године: 34